# Clava
La clava è una mazza corta, ingrossata ad un'estremità. Nella mitologia greca è l'arma sovente utilizzata da Eracle e dai suoi uomini, uno dei quali, Melampo, insegnerà poi a usarla ai suoi due figli Cisseo e Gia.

## Caratteristiche
Costituita generalmente da un pezzo di legno, in antico (o attualmente presso alcuni popoli) all'estremità grossa della clava veniva talvolta infilato un anello di selce oppure venivano inseriti pezzi di selce o di osso per rendere più micidiale l'arnese.